# 須藤元樹
須藤 元樹（すどう げんき、1994年1月28日 - ）は、ラグビーユニオン選手。ジャパンラグビーリーグワンの浦安D-Rocksに所属している。

## プロフィール
- U20日本代表に選ばれたことがある[1]。
- 「元樹」の名前の由来は、大木のように太くたくましい子に育って欲しいという願いから[2]。

## 来歴
小学6年生からラグビーを始めた。國學院久我山高校時代、高校日本代表に選ばれたこ。
2012年、明治大学に入る。
2016年、サントリーサンゴリアス(現・東京サントリーサンゴリアス)に加入。同年8月26日に行われたジャパンラグビートップリーグ第1節の近鉄ライナーズ戦で、途中出場で公式戦初出場を果たす。
2017年4月22日に行われたアジアラグビーチャンピオンシップ2017韓国戦にて途中出場で日本代表初キャップを獲得した。
2018年5月にはサンウルブズの2018年スコッドに追加招集されたが、出場機会はなかった。
2023年、トヨタヴェルブリッツに加入。2025年5月、退団。
2025年7月、浦安D-Rocksに加入。